# Spilopimpla bara
Spilopimpla bara är en stekelart som först beskrevs av André Seyrig 1932.  Spilopimpla bara ingår i släktet Spilopimpla och familjen brokparasitsteklar. Inga underarter finns listade i Catalogue of Life.